# Evaristo Delovo
Evaristo Cesar Delovo (La Plata, Buenos Aires, Argentina-agosto de 1951) fue un futbolista argentino. Jugó de back izquierdo en Gimnasia y Esgrima La Plata de la Primera División Argentina.

## Trayectoria
Evaristo Delovo fue un zaguero que se destacó en Gimnasia y Esgrima integrando el equipo campeón de 1929 y el famoso Expreso de 1933. Nació, vivió, jugó y murió en el club. Toda una vida de éxitos, un extraordinario zaguero para quienes lo vieron jugar. Además de su enorme pasión, el fútbol, Delovo tenía otra: el tango. Fue un consumado bailarín, hombre de tango de pies a cabeza. 
Evaristo Delovo falleció en 1951.
- Jugó 245 partidos para el Gimnasia y Esgrima La Plata, marcando un gol.
- Jugó un partido para la selección nacional argentina.
- En total, jugó 246 partidos marcando un solo gol.
- Jugó en el amateurismo debutando el 30 de junio de 1929 por el campeonato de 1928. Fue campeón del campeonato de 1929.
- Entre amateurismo y profesionalismo jugó 287 partidos con la camiseta de Gimnasia y Esgrima La Plata